# El juego como símbolo del mundo
El juego como símbolo del mundo es una obra del filósofo alemán Eugen Fink, publicada en 1960 y traducida al francés en 1966 estableciendo una relación entre el juego cósmico y el juego humano.

« Redescubriendo ciertas intuiciones centrales de Heráclito y Nietzsche, Eugen Fink intenta vincular el juego cósmico y el juego humano en un todo diferenciado; En este sentido, cuestiona la magia y los mitos, las religiones y los cultos, la filosofía y la vida. Más allá de la clara distinción entre lo lúdico y lo serio, ve el mundo como un juego sin jugador y al hombre como jugador y juguete.»

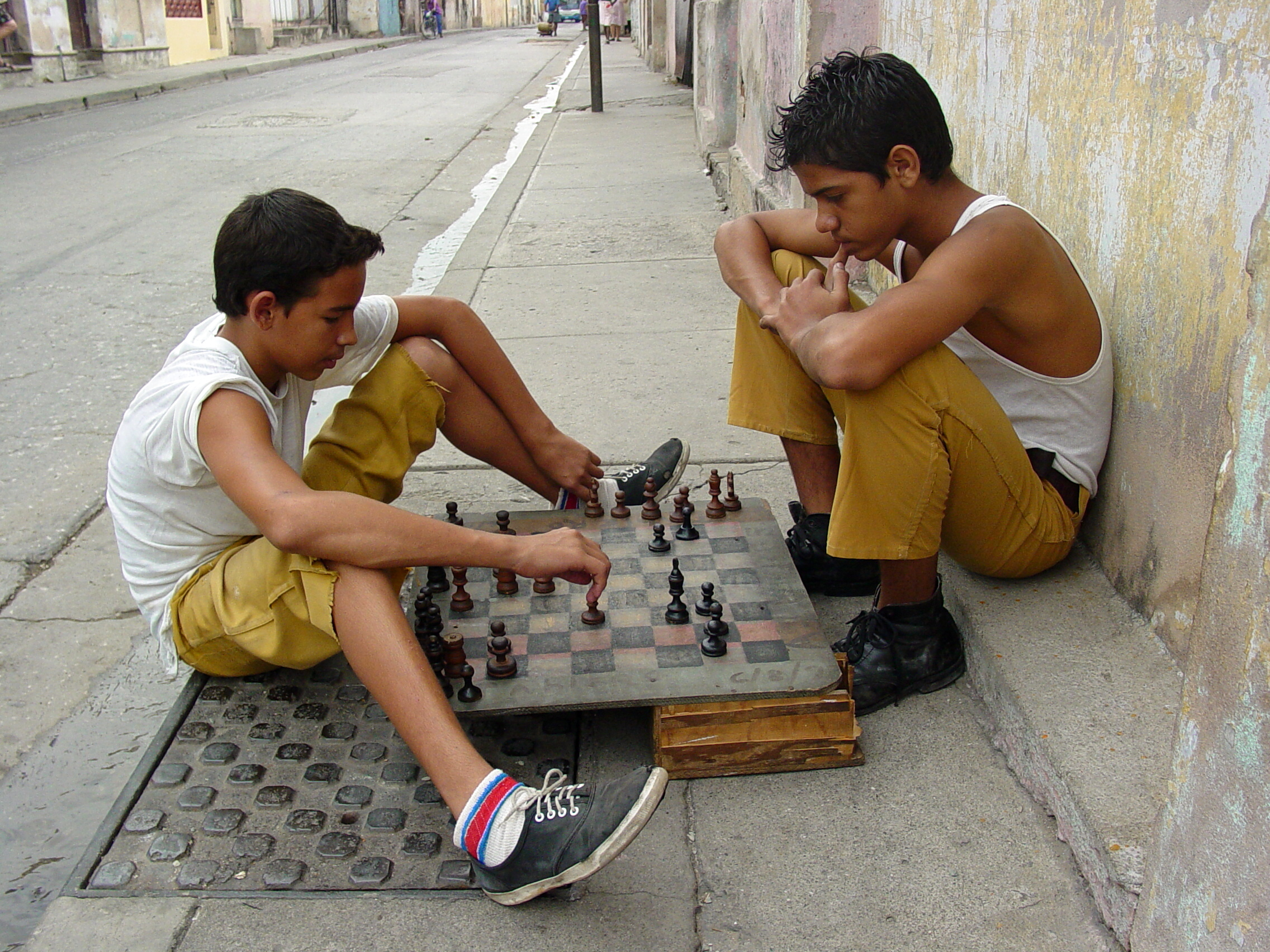
Niños jugando ajedrez en la calle - Santiago de Cuba - Cuba

Eugene Fink constata que en todos los modos fundamentales de la experiencia humana (percibo, recuerdo, sueño, pienso), la inteligibilidad primaria del concepto de mundo se basa en una comprensión del ser humano como praxis, acción y libertad, señala Raphaël Célis. en la Revue philosophique de Louvain Toda la dimensión del mundo se ve afectada por esta concepción « Es siempre en el contexto de una percepción práctica de un todo finalizado que el mundo, entendido como totalidad del horizonte de la existencia, se muestra previamente descubierto y comprendido. » 
Fink se alejó gradualmente de las concepciones de Husserl y Heidegger, buscando otra forma de mundanización diferente de aquella que implementamos cuando nos guiamos sólo por un interés práctico o teórico. Fink cree encontrarlo volviendo al pensamiento primitivo que habla del movimiento del mundo como una raza y del proceso de individuación según la imagen del juego. Fink se pregunta si el juego no nos permite abordar el fenómeno mundial de manera diferente y ofrecer nuevas perspectivas, señala Raphaël Célis.

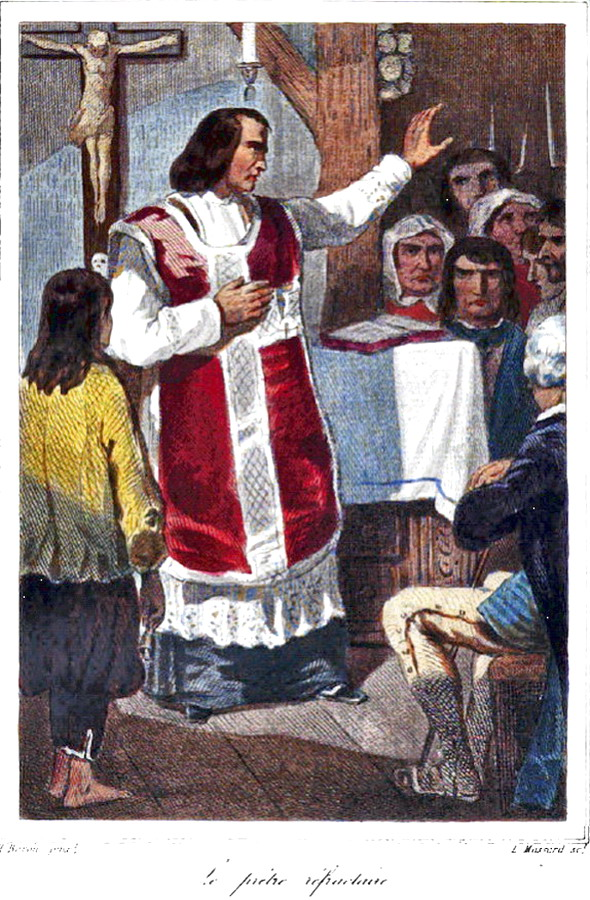
El sacerdote refractario

Según Fink, el juego, como fenómeno humano fundamental, no se refiere simplemente a la simple actividad lúdica, sino que se arraiga mucho más arriba, en la posibilidad que tienen los humanos de plantear lo irreal, de poner en escena actores, de representar o definir un papel, y esto no solo en la forma particular del teatro, sino también en el mundo del trabajo, el poder o el amor, siendo la posibilidad del juego siempre evidente en los demás fenómenos fundamentales que abarca. [...] El arte, el mito y el culto también son formas de juego, en la medida en que expresan, en la realidad, aspiraciones humanas, que simbolizan objetivamente. Es la expresión de lo imaginario en la realidad lo que define el juego, y el juego, como tal, es el fenómeno fundamental por excelencia de la existencia humana. Escribe David Chaberty.
«Todo juego es un modelo del mundo, un símbolo que une el mundo imaginario y el mundo real, siendo el juego la comunicación entre estas dos realidades, de las que constituye una reducción aprehensible para nuestra mente [...] no se trata de una reproducción idéntica de información o de una experiencia, sino de su recreación, aceptando plenamente el término de una parte del modelo que no existe ni existirá jamás, pues es solo potencial», escribe Boris Solinski.
Para introducir este pensamiento, Fink, en un amplio rodeo, dedica el primer capítulo de la obra a consideraciones generales sobre la concepción metafísica del mundo y del hombre, a la evaluación problemática de las cosas según su rango ontológico, a algunas frases oscuras de un pensador presocrático, a saber, Heráclito (el pensamiento de Heráclito fue el tema de un seminario celebrado en el semestre de invierno de 1966-1967 conjuntamente por Eugen Fink y Martin Heidegger y publicado en francés por Gallimard con el título Héraclite) y a la posición mundana del hombre, ser intermediario entre el animal y Dios, para, después de la noción de "ser-en-el-mundo", retomar y terminar en el concepto de ser-en-el-mundo de la fenomenología heideggeriana. Los capítulos 2 y 3 se orientan más específicamente a la cuestión del juego, examinándolo desde el ángulo de su interpretación metafísica y desde el ángulo de su interpretación mítica. El último capítulo (4) se interroga sobre la mundanidad del juego humano, es decir, sobre el modo específico de mundanidad al que el juego nos da acceso, que no es ni el de la praxis ni el de la razón teórica.

### El mundo como juego
Dado que el juego es ante todo una manera de ser del hombre, es a partir del estudio de la posición singular de este ser en el Cosmos (en el sentido griego) que Fink pretende abordar esta cuestión. En el punto quinto del primer capítulo, Fink enumera todo lo que diferencia lo que él llama ser-en-el-mundo de la piedra o del animal con el ser-en-el-mundo del hombre . Notablemente «El hombre tiene una relación con lo imperecedero que gobierna la desaparición, el surgimiento y la decadencia de las cosas finitas.»
« Para la metafísica el mundo es una suma de cosas, no se reconoce como una dimensión superior en la que las cosas van y vienen; En la medida en que el espacio y el tiempo se conciben a partir de las cosas, donde no se percibe la dimensión espacio-temporal global, el juego del Todo, en el que todo siendo finito aparece y desaparece, en el que cuando uno aparece el otro desaparece y viceversa, no es ni puede, por razones esenciales, ser percibido tampoco.", escribe David Chaberty.
En Las Leyes, « Platón interpreta la relación entre los hombres y los dioses desde la perspectiva del juego. :Él llama al hombre el juguete de los dioses » (pág. 93). Fink retoma la metáfora del niño jugando: « El paraíso perdido de la infancia es la imagen guía de nuestra creencia en dioses que pasan sus vidas felices jugando. Desde allí podemos imaginar hasta cierto punto, y sobre todo sentir, lo que podría ser el juego divino. Su vida sobrehumana sería como la de un niño jugando al backgammon.", citado por Boris Solinski. Fink llama al movimiento del mundo una carrera, la "raza del mundo", que el pensamiento primitivo describe como «el reino del niño, del niño que juega, en el que el juego se convierte en la metáfora cósmica de toda la aparición y desaparición de las cosas, de los seres, en el espacio-tiempo del mundo» (pág. 62)
Las cosas aparecen individualmente sólo en una relación de cosas que se mantienen unidas y el todo en una relación global universal (p. 60). En la perspectiva clásica, el ser se interpreta como una cosa individual, como un ser de ser finito, « Ocultando así que el origen de las cosas finitas se encuentra en la acción del mundo, convirtiéndose la finitud misma en un fenómeno, una pertenencia dada a las cosas. » (p.61). « Toda cosa finita está separada por su autonomía del fundamento originario de la vida, de ahí que existan múltiples modos en los que una cosa finita puede convertirse en un auténtico "símbolo", comenzar a brillar en su intramundaneidad, remitiendo así a la totalidad del mundo cuando el carácter fragmentario del ser aparece a la luz del mundo.» (pág. 129).
Fink hace otra inversión respecto de la "apertura" del hombre al mundo que ya no es el hecho de su propia naturaleza sino el hecho del mundo mismo (p.62) .

### La esencia del juego
El propósito de Fink en este trabajo es tratar de comprender el significado filosófico del juego. « Fink procede en dos etapas : primero un cuestionamiento de la interpretación metafísica del juego, luego, aún más atrás, una consideración de las prácticas de juego archioriginarias, tal como aparecen en el culto primitivo y en las prácticas mágicas » 

#### Interpretación metafísica del juego

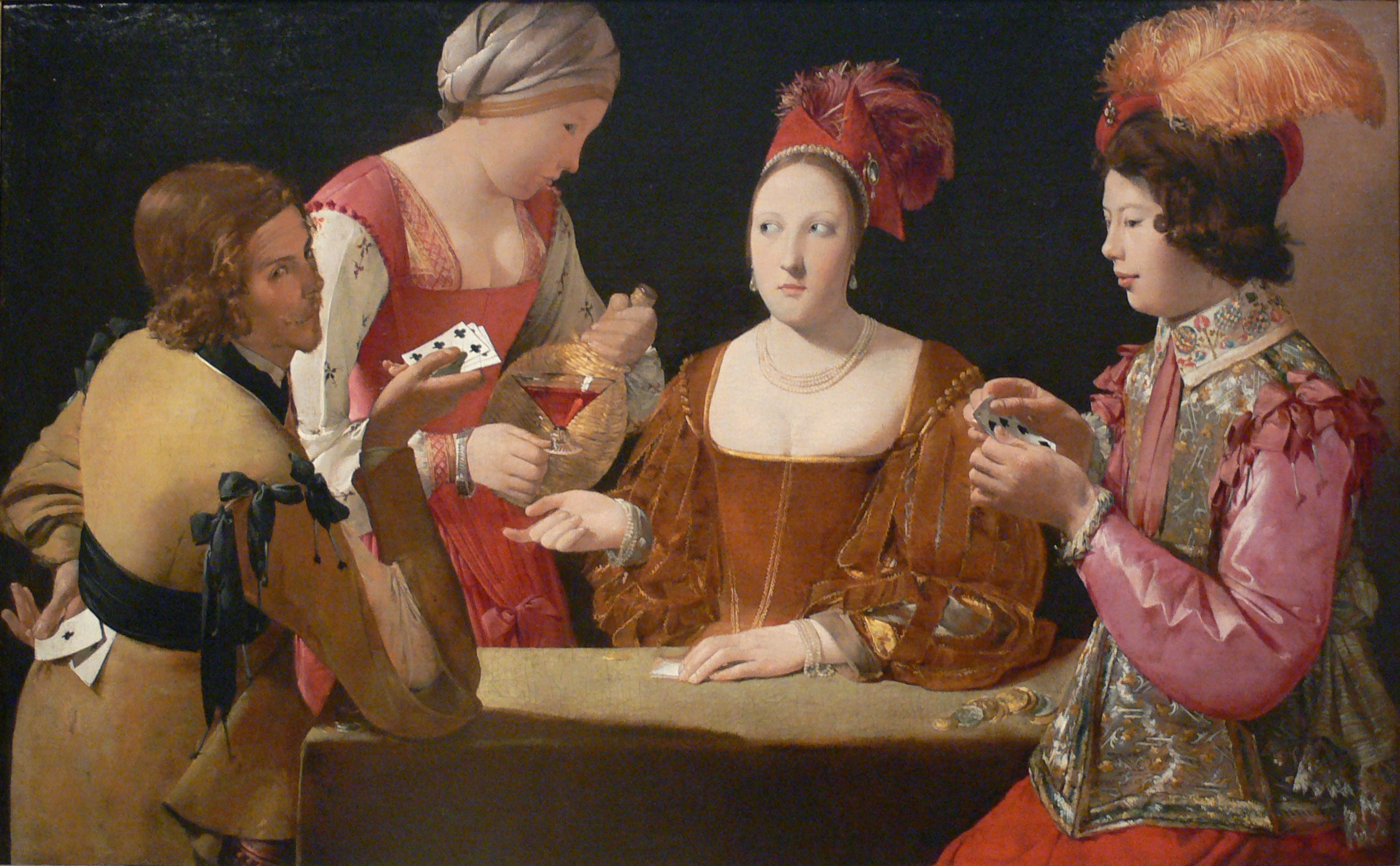
Georges de La Tour 029a

Desde el punto de vista de la metafísica, el juego que privilegia la apariencia y por tanto no tiene la dignidad de la verdad, se devalúa. Rafael Célis remarca en cuanto al «concepto de juego [...] que no ha sido plenamente integrado en la jerarquía platónica del ser, donde el modelo se opone a la copia, la verdad a su mímica, el original a su reflejo. Como no encaja precisamente en los registros de la «preocupación», [...] la tradición metafísica occidental nunca ha decidido realmente concederle un estatus ontológico especial.». Fink parte del personaje más inmediato del juego. Frente al enfoque metafísico favorecido por las cosas científicas o precientíficas, el juego se caracteriza por su irrealidad (p. 67). Fink, que hace de la relación entre el hombre y el mundo un problema filosófico fundamental, cuestiona expresamente: « ¿Cómo el momento lúdico de la irrealidad podría contener una indicación relativa al mundo mismo? » (p.70).
En principio lo “imaginado” es nulo , pero lo meramente imaginado no es nada en absoluto, ni siquiera para la metafísica. Si bien el contenido imaginado no es real, es aún un poco real como momento intencional del acto de imaginar, lo que lleva a considerar que un acto real contiene en sí una irrealidad (p. 73). Fink se pregunta « ¿En qué sentido el juego humano está determinado por una “irrealidad” propia? » (p.73) El ser real no se atribuye al hombre del mismo modo que a las cosas. El hombre es tanto más real cuanto más libre es, por lo tanto, tomado como una realización espontánea de la vida, el juego (representación, mímica, culto) aparece como una especie de autorrealización del hombre (p. 74).
En el contexto de la historia de la metafísica occidental desde Platón, Fink cuestiona el papel de "irrealidad" que caracteriza al juego. « ¿Cómo debemos entenderlo? ? ¿Es copia e imitación, mimesis? Además, ¿es una imitación de la realidad auténtica y verdadera, o más bien una imitación de algo que ya es en sí mismo una derivación, una imitación? ¿O se trata, en definitiva, de colocar el juego en una perspectiva falsa cuando vemos en él una imitación (del tipo que sea) de la vida seria de las cosas, de la realidad seria de la vida humana? » (pág. 95).
Mientras que la crítica platónica (p.127) interpreta el juego como copia, Fink pregunta, incluso si el juego tuviera un carácter mimético, «Si lo captamos, en su sentido pleno y original, cuando separamos el momento de la mímesis para convertirlo en el momento privilegiado.» (pág. 102). « Si medimos el juego, la actividad lúdica, desde un análisis filosófico, metafísico de la imagen, no captamos realmente la actividad lúdica en lo que es específico de ella»  escribe David Chaberty. Esto significaría, en primer lugar, negar la obra creadora del poeta; « El mundo reflejado del juego se comporta como si lo miráramos a través de una ventana [...] es imposible entrar en él, pero se puede mirar en él [...] el mundo reflejado no está en ningún otro lugar que en esa mirada, es, por así decirlo, solo la ventana a través de la cual miramos [...] El espacio reflejado tiene una profundidad irreal » (pág. 100). « Lo primero que debemos reevaluar es el estatus de lo que Fink llama la imagen lúdica, que no se define primariamente como una simple copia de una realidad, como la pintura que representa el paisaje, sino por la producción de una apariencia.»
Más profundamente, como señala Raphaël Célis, « Gracias a la operación lúdica, el hombre puede realizar, en el modo de simulación y “como si”, todas las posibilidades abandonadas o no explotadas de su ser en el mundo. Con ello consigue algo más que una ampliación ficticia de su horizonte existencial: toca la profundidad del ser vinculado al mundo en él » .

#### Interpretación mítica del juego

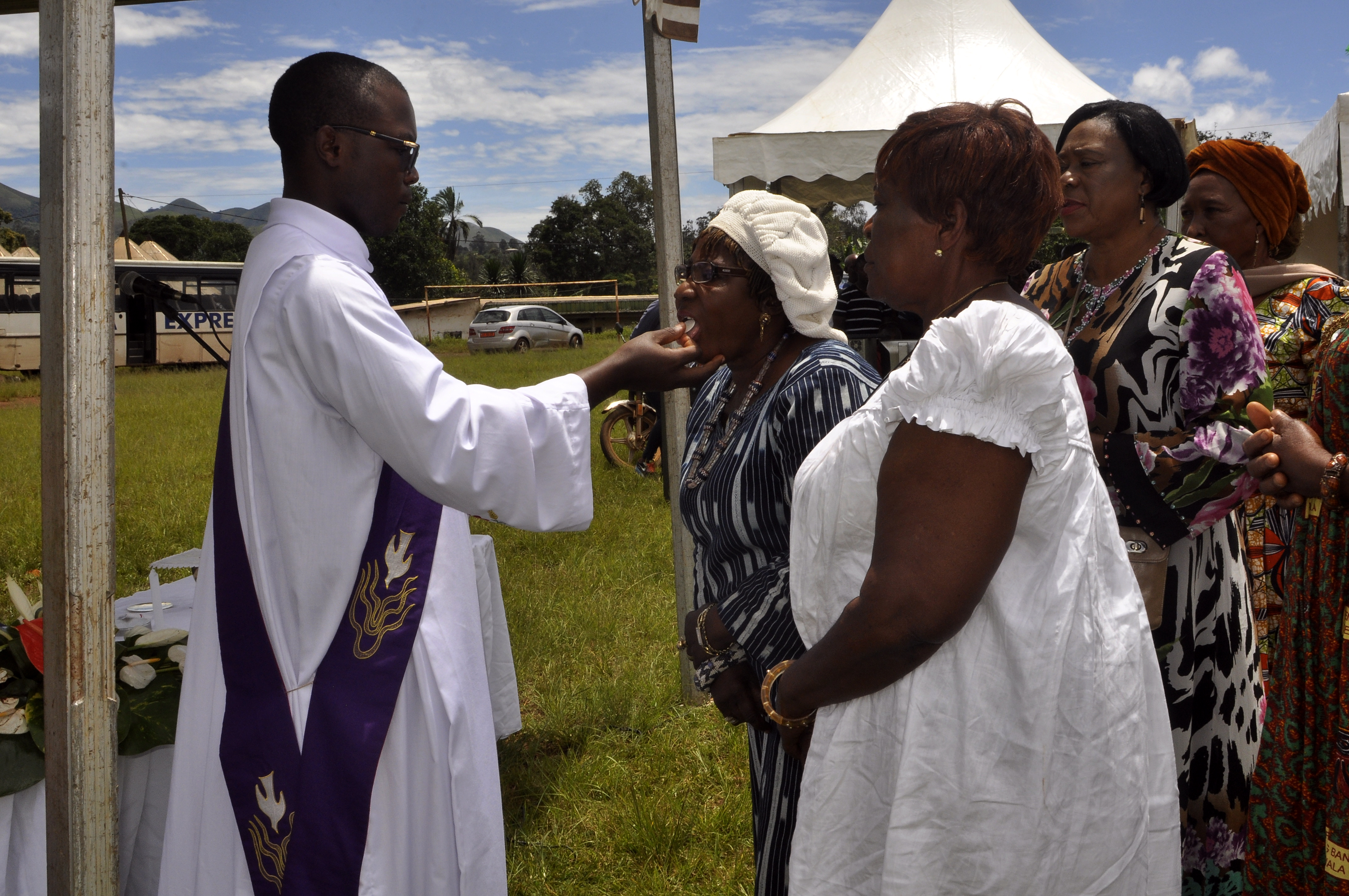
Sacerdote dando la comunión

Según Fink, el juego sería una forma particular de la relación del hombre con el mundo. « Porque en el tiempo todas las cosas poseían una profundidad de mundo, y en cada brizna de hierba brillaba la luz de las estrellas más lejanas, y todo estaba lleno de divinidad, el amanecer de la humanidad no habría conocido culto.» (pág. 130). El culto es el recuerdo de esta época dorada (p.143). Ahora « El hombre vive en el olvido del mundo, en la orientación hacia las cosas y en el interés por el cual se orienta hacia las cosas, que un "olvido" sin embargo lo habita de tal manera que está, por así decirlo, en la necesidad de expresarlo y de comulgar con él. Por eso, para Fink una de las formas elementales de la práctica lúdica, entendida como posición de una irrealidad simbólica, es el culto.
«El culto que actúa contra la nivelación y trivialización de la existencia humana es un intento de hacer brillar nuevamente la luz original del mundo sobre todas las cosas finitas. » (pág. 130-131). Fink explica « Cómo una realidad ordinaria puede asumir, como soporte de un significado lúdico, un significado sagrado: la colina del Partenón se convierte en la base de un edificio sagrado y adquiere un significado que la distingue de una colina ordinaria».
El análisis de los tiempos arcaicos empuja a Fink a invertir « El valor filosófico del fenómeno del juego, para darle la vuelta: lejos de copiar algo simple, el juego expresa la comprensión, mucho más original, del mundo». De modo que en lugar de ser una práctica devaluada o una fabricación, el juego se define, por el contrario, más bien por la posición de algo demasiado cierto (algo más fuerte en el ser que la cosa simple), para el hombre que siente más allá de las cosas «una dimensión superior, la dimensión de lo divino y lo sagrado, a la que se apoya para las necesidades de su existencia»

## Conclusión
« Fink considera que el fenómeno del juego, lejos de ser de rango secundario frente a las cuestiones serias de la vida, es la expresión de la relación con el mundo original. « La producción de la apariencia lúdica presentada como ontológicamente inferior a la realidad del ser, es por el contrario la proyección de algo más fuerte en el ser que la cosa simple, es la producción y manifestación de lo sagrado, de lo divino, de algo mucho más poderoso que el ser de la cosa única. ", escribe David Chaberty en su tesis. Por eso Fink establece una relación esencial entre el juego humano y el juego cósmico. Fink resume en forma de tesis la respuesta a la pregunta sobre la esencia del juego « El juego humano es un modo particularmente notable en el que la existencia se relaciona con la totalidad de lo que es y en el que se deja atravesar y animar por la totalidad. » (p.227).
La intramundanidad no tiene el significado de una pertenencia estática sino de un “proceso” que abarca: « Las cosas que nacen y perecen, aumentan y disminuyen, se mueven y se transforman, todo esto ocurre manifiestamente dentro del mundo. Es en él donde se produce el ir y venir constante, el aparecer y desaparecer, el cambio de lugar y la permanencia limitada [...] que una cosa aumenta mientras otra disminuye, que una surge y otra declina, que una cosa aparece mientras otra termina [...] es en el mundo donde hay unidad y multiplicidad " escribe Fink. El mundo se vuelve « una dimensión que está más allá de la metafísica onto-teológica y que, como fenómeno del ser total, abarca la totalidad del ser y no puede ser pensada ni como la suma de seres finitos ni como un horizonte abarcante de seres ", escribe Natalie Depraz.
La postura que Fink alcanza sobre el problema del juego es, por lo tanto, una concepción posmetafísica, donde el juego del mundo ya no se comprende mediante la mediación de creencias primitivas en mentes benévolas o dañinas, sino filosóficamente, mediante el pensamiento del Todo, y no mediante creencias antropomórficas. El juego del mundo es lo archioriginario; la comprensión del juego del mundo es la comprensión originaria que define la propiedad del hombre y su permanencia en la dimensión que habita.